# Rapoltu Mare
Rapoltu Mare (en hongrois : Nagyrápolt, en allemand : Groß-Rapolden) est une commune du Județ de Hunedoara en Transylvanie, (Roumanie).